# 10712 Malashchuk
10712 Malashchuk (1982 UE6) là một tiểu hành tinh vành đai chính được phát hiện ngày 20 tháng 10 năm 1982 bởi L. G. Karachkina ở Đài vật lý thiên văn Crimean. Nó được đặt theo tên Valentina Malashchuk, an employee of the observatory.